# Megève
Megève är en kommun i departementet Haute-Savoie i regionen Auvergne-Rhône-Alpes i sydöstra Frankrike. Kommunen ligger i kantonen Sallanches som tillhör arrondissementet Bonneville. År 2022 hade Megève 2 927 invånare.

## Befolkningsutveckling
Antalet invånare i kommunen Megève
| Referens: INSEE |